# Список глав Южной Африки
Список глав Южной Африки включает лиц, являвшихся главой государства Южно-Африканского Союза, включая правивших монархов и представлявших их генерал-губернаторов (1910—1961), и избранных государственных президентов, а позже — президентов Южно-Африканской Республики после её провозглашения в 1961 году.
В настоящее время главой государства и национальной исполнительной власти и главнокомандующим национальных сил обороны является Президент Южно-Африканской Республики (англ. President of the Republic of South Africa), избираемый Национальной ассамблеей (нижней палатой парламента) на пятилетний срок (с правом однократного переизбрания). В действующей конституции, принятой в 1996 году и вступившей в силу 4 февраля 1997 года, посту президента и исполнительной власти посвящён раздел 5.
К полномочиям президента относятся согласование и подписание законопроектов, возвращение законопроектов в Национальную ассамблею для повторного рассмотрения либо направление их в Конституционный суд для принятия решения о соответствии Конституции, созыв Национальной ассамблеи и Национального совета провинций на внеочередное заседание для рассмотрения особых вопросов, назначение на должности, перечень которых определён Конституцией или законодательством (наиболее значимыми из них являются состав Кабинета министров и судьи Верховного апелляционного суда и Конституционного суда), назначение комиссий по расследованию, назначение общенациональных референдумов на основании актов парламента, приём и признание иностранных дипломатических и консульских представителей, назначение послов, полномочных представителей, а также дипломатических и консульских представителей, помилование или предоставление отсрочки наказания правонарушителям, установление любых штрафов, пени или конфискаций, присуждение почестей. исполнительные полномочия Президент осуществляет совместно с другими членами кабинета, разрабатывает национальную политику, координирует работу государственных департаментов и администраций, подготовку и инициирование законопроектов. Национальная ассамблея должна избрать президента из числа своих членов на первом после своего избрания заседании, а также когда это необходимо для заполнения вакансии.
Официальными резиденциями президента являются Махламба Ндлопфу в Претории, Генадендаль в Кейптауне и Дом доктора Джона Дьюба в Дурбане.
Вступивший в силу 31 мая 1910 года и включавший в себя основы конституционного устройства Закон о Южной Африке указывал английский и нидерландский в качестве официальных языков Южно-Африканского Союза. Существовавшие разночтения о том, относится ли официальный статус к языку африкаанс как разновидности голландского, были устранены Законом об официальных языках Союза, вступившим в силу 27 мая 1925 года, но ретроспективно распространённым на весь период с создания ЮСА в 1910 году, установившим, что слово «нидерландский», встречающееся в Законе о Южной Африке, включает в себя африкаанс. Оформивший создание республики Закон о конституции, вступивший в силу 31 мая 1961 года, напротив, установил, что слово «африкаанс» в любых официальных документах включает в себя и нидерландский язык. Кардинальным образом ситуация изменилась с принятием действующей конституции, признавшей официальными наряду с английским и африкаанс также языки венда, зулу, коса, южный ндебеле, свати, сесото, северный сото, тсвана и тсонга. Написание личных имён на этих языках, использующих латинскую графику, сходно, и для периода монархии показано как относящееся к английскому языку, в период апартеида — к африкаанс, после его падения — с отражением национального происхождения персон.
Применённая в первых столбцах таблиц нумерация является условной. Также условным является использование в первых столбцах цветовой заливки, служащей для упрощения восприятия принадлежности лиц к различным политическим силам без необходимости обращения к столбцу, отражающему партийную принадлежность. В столбце «Выборы» отражены состоявшиеся выборные процедуры либо иные основания получения главой государства полномочий. Для удобства список разделён на принятые в историографии периоды истории страны. Приведённые в преамбулах к каждому из разделов описания этих периодов призваны пояснить особенности политической жизни страны.

## Южно-Африканский Союз (1910—1961)

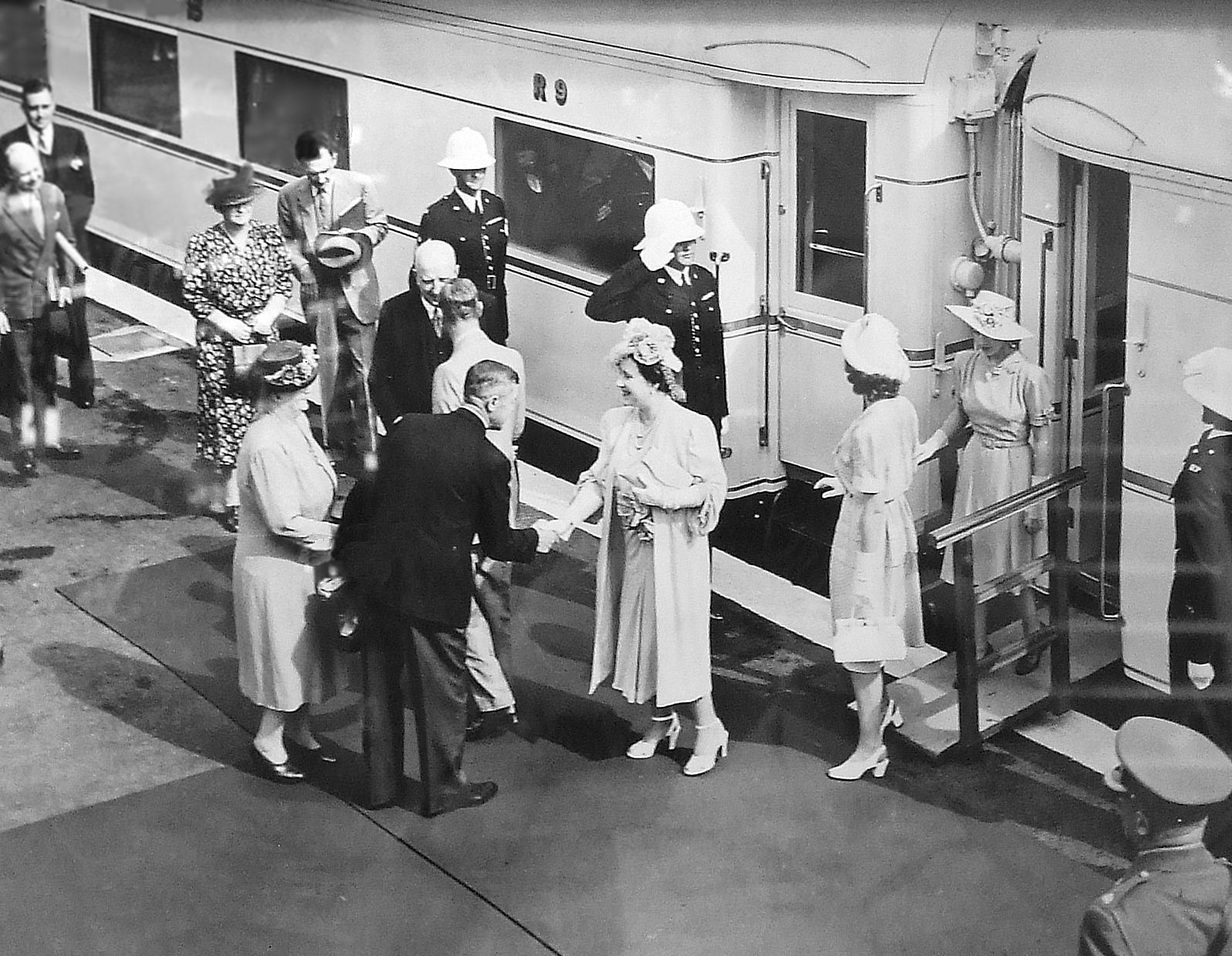
Королевская семья на вокзале Вустера, Капская провинция, 1947 год

Первоначально Южно-Африканский Союз (ЮАС, англ. Union of South Africa, нидерл. Unie van Zuid-Afrika, африк. Unie van Suid-Afrika) являлся колониальной федерацией четырёх британских владений, которая была учреждена Законом о Южной Африке, вступившим в силу 31 мая 1910 года и включавшим в себя основы конституционного устройства союза. Монархами Южной Африки являлись лица, занимающие престол Соединённого королевства.
Принятый 11 декабря 1931 года Парламентом Соединённого королевства Вестминстерский статут применялся к ЮАС без ратификации парламентом ЮАС, предоставляя Южной Африке суверенитет непосредственно (в отличие от Австралии и Новой Зеландии), однако в 1934 году её парламентом был принят специальный Закон о статусе Союза, формально включивший Вестминстерский статут в законодательство ЮАС и отменивший оставшиеся полномочия британского парламента издавать законы для Южной Африки, что имело символическое значение.
На состоявшейся в 1952 году Конференции премьер-министров стран Содружества было принято решение, что Елизавета II примет в каждом Королевстве Содружества отдельный титул для её восприятия в странах как монарха этой страны. Самостоятельный титул для Южной Африки был установлен 29 мая 1953 года.
На состоявшемся 5 октября 1960 года по инициативе премьер-министра Хендрика Фервурда референдуме, проведённом среди белого населения страны, было поддержано преобразование Союза в республику, произошедшее 31 мая 1961 года.
Георг VI с супругой Элизабет и дочерьми Элизабет и Маргарет посетили Южную Африку в 1947 году. Елизавета II в сопровождении своего супруга Филиппа дважды посещала Южно-Африканскую Республику в качестве главы Содружества в 1995 и 1999 годах.
| Портрет        | Имя (годы жизни) | Полномочия      | Полномочия                         | Династия | Титул | Пр.           |
| Портрет        | Имя (годы жизни) | Начало          | Окончание                          | Династия | Титул | Пр.           |
| -------------- | --- | --------------- | ---------------------------------- | --- | --- | ------------- |
|                | Георг V (1865—1936) англ. George V урожд. Георг Фредерик Эрнест Альберт англ. George Frederick Ernest Albert                                                | 31 мая 1910     | 17 июля 1917                       | Дом Саксен-Кобург-Гота англ. House of Saxe-Coburg and Gotha нем. Haus Sachsen-Coburg und Gotha | Милостью Божией Соединённого Королевства Великобритании и Ирландии и британских заморских доминионов Король, Защитник Веры, Император Индии англ. By the Grace of God of the United Kingdom of Great Britain and Ireland and of the British Dominions beyond the Seas King, Defender of the Faith, Emperor of India нидерл. Door Gods genade van het Verenigd Koninkrijk van Groot-Brittanje en Ierland en van de Britse Overzeese Bezittingen, Verdediger van het Geloof, Keizer van Indië | [ 23 ] [ 24 ] |
| 17 июля 1917   | Георг V (1865—1936) англ. George V урожд. Георг Фредерик Эрнест Альберт англ. George Frederick Ernest Albert                                                | 12 апреля 1927  | Дом Виндзор англ. House of Windsor | | Милостью Божией Соединённого Королевства Великобритании и Ирландии и британских заморских доминионов Король, Защитник Веры, Император Индии англ. By the Grace of God of the United Kingdom of Great Britain and Ireland and of the British Dominions beyond the Seas King, Defender of the Faith, Emperor of India нидерл. Door Gods genade van het Verenigd Koninkrijk van Groot-Brittanje en Ierland en van de Britse Overzeese Bezittingen, Verdediger van het Geloof, Keizer van Indië | [ 23 ] [ 24 ] |
| 12 апреля 1927 | Георг V (1865—1936) англ. George V урожд. Георг Фредерик Эрнест Альберт англ. George Frederick Ernest Albert                                                | 20 января 1936. | Дом Виндзор англ. House of Windsor | Милостью Божией Великобритании, Ирландии и британских заморских доминионов Король, Защитник Веры, Император Индии англ. By the Grace of God of Great Britain, Ireland and of the British Dominions beyond the Seas King, Defender of the Faith, Emperor of India африк. Deur Gods Genade, van Groot-Brittanje, Ierland en die Britse Oorseese Geweste Koning, Verdediger van die Geloof, Keiser van Indië | | [ 23 ] [ 24 ] |
|                | Эдуард VIII (1894—1972) англ. Edward VIII урожд. Эдуард Альберт Кристиан Георг Эндрю Патрик Дэвид англ. Edward Albert Christian George Andrew Patrick David | 20 января 1936  | Дом Виндзор англ. House of Windsor | Милостью Божией Великобритании, Ирландии и британских заморских доминионов Король, Защитник Веры, Император Индии англ. By the Grace of God of Great Britain, Ireland and of the British Dominions beyond the Seas King, Defender of the Faith, Emperor of India африк. Deur Gods Genade, van Groot-Brittanje, Ierland en die Britse Oorseese Geweste Koning, Verdediger van die Geloof, Keiser van Indië | 10 декабря 1936 | [ 26 ] [ 27 ] |
|                | Георг VI (1895—1952) англ. George VI урожд. Альберт Фредерик Артур Георг англ. Albert Frederick Arthur George                                               | 10 декабря 1936 | Дом Виндзор англ. House of Windsor | Милостью Божией Великобритании, Ирландии и британских заморских доминионов Король, Защитник Веры, Император Индии англ. By the Grace of God of Great Britain, Ireland and of the British Dominions beyond the Seas King, Defender of the Faith, Emperor of India африк. Deur Gods Genade, van Groot-Brittanje, Ierland en die Britse Oorseese Geweste Koning, Verdediger van die Geloof, Keiser van Indië | 22 июня 1948 | [ 28 ] [ 29 ] |
| 22 июня 1948   | Георг VI (1895—1952) англ. George VI урожд. Альберт Фредерик Артур Георг англ. Albert Frederick Arthur George                                               | 6 февраля 1952  | Дом Виндзор англ. House of Windsor | Милостью Божией Великобритании, Ирландии и британских заморских доминионов Король, Защитник Веры англ. By the Grace of God of Great Britain, Ireland and the British Dominions beyond the Seas King, Defender of the Faith африк. Deur die Genade van God, van Groot-Brittanje, Ierland en die Britse Oorsese Geweste Koning, Verdediger van die Geloof                                                   | | [ 28 ] [ 29 ] |
|                | Елизавета II (1926—2022) англ. Elizabeth II урожд. Элизабет Александра Мэри англ. Elizabeth Alexandra Mary                                                  | 6 февраля 1952  | Дом Виндзор англ. House of Windsor | 29 мая 1953 | Милостью Божией Великобритании, Ирландии и британских заморских доминионов Королева, Защитница Веры англ. By the Grace of God of Great Britain, Ireland and the British Dominions beyond the Seas Queen, Defender of the Faith африк. Deur Gods Genade, van Groot-Brittanje, Ierland en die Britse Oorsese Geweste Koningin, Verdediger van die Geloof | [ 30 ] [ 31 ] |
| 29 мая 1953    | Елизавета II (1926—2022) англ. Elizabeth II урожд. Элизабет Александра Мэри англ. Elizabeth Alexandra Mary                                                  | 31 мая 1961     | Дом Виндзор англ. House of Windsor | Королева Южной Африки и других её королевств и территорий, глава Содружества англ. Queen of South Africa and of Her other Realms and Territories, Head of the Commonwealth африк. Koningin van Suid-Afrika en van Haar ander Koninkryke en Gebiede, Hoof van die Statebond | | [ 30 ] [ 31 ] |

### Генерал-губернаторы Южно-Африканского Союза
Монарха Южной Африки представляли назначаемые им Генерал-губернаторы Южно-Африканского Союза (англ. Governor-General of the Union of South Africa, африк. Goewerneur-Generaal van die Unie van Suid-Afrika, до 5 апреля 1937 года — Генерал-губернаторы и главнокомандующие в Южно-Африканском Союзе и над ним (англ. Governor-General and Commander-in-Chief in and over the Union of South Africa, нидерл. Goeverneur-generaal en Opperbevelhebber in en over de Unie van Zuid-Afrika, африк. Goewerneur-generaal en Opperbevelhebber in en oor die Unie van Suid-Afrika), осуществлявшие большую часть полномочий монарха, служа его воле. В случае вакансии обязанности генерал-губернатора исполняли офицеры-администраторы правительства (англ. Officer administering the government), которые согласно статье VI патентных писем, касающихся должности генерал-губернатора ЮАС (вступивших в силу 1 марта 1937 года), приносили присягу на верность перед тем, как приступить к исполнению своих обязанностей. Правовое положение монарха и генерал-губернатора было определено нормами, включёнными в Закон о Южной Африке.
С 1910 по 1931 годы генерал-губернаторы Южно-Африканского Союза одновременно становились Верховными комиссарами Южной Африки (англ. High Commissioner for Southern Africa), отвечающими за управление британскими владениями на юге континента (такими как коронной колонией Басутоленд, протекторатами Бечуаналенд и Свазиленд), а также за отношения с правительством обладающей самоуправлением Южной Родезией.
|        | Портрет | Имя (годы жизни) | Полномочия      | Полномочия      | Должность | Пр.           |
| Начало | Портрет | Имя (годы жизни) | Окончание       |                 | Должность | Пр.           |
| ------ | ------- | --- | --------------- | --------------- | --- | ------------- |
| 1      |         | Герберт Джон Гладстон, 1-й виконт Гладстон (1854—1930) англ. Herbert John Gladstone, 1st Viscount Gladstone | 31 мая 1910     | 8 сентября 1914 | генерал-губернатор и главнокомандующий в Южно-Африканском Союзе и над ним англ. Governor-General and Commander-in-Chief in and over the Union of South Africa нидерл. Goeverneur-generaal en Opperbevelhebber in en over de Unie van Zuid-Afrika африк. Goewerneur-generaal en Opperbevelhebber in en oor die Unie van Suid-Afrika | [ 35 ] [ 36 ] |
| 2      |         | Сидней Чарльз Бакстон, 1-й граф Бакстон (1853—1934) англ. Sydney Charles Buxton, 1st Earl Buxton | 8 сентября 1914 | 17 ноября 1920  | генерал-губернатор и главнокомандующий в Южно-Африканском Союзе и над ним англ. Governor-General and Commander-in-Chief in and over the Union of South Africa нидерл. Goeverneur-generaal en Opperbevelhebber in en over de Unie van Zuid-Afrika африк. Goewerneur-generaal en Opperbevelhebber in en oor die Unie van Suid-Afrika | [ 37 ] [ 38 ] |
| 3      |         | Артур Фредерик Патрик Альберт Виндзор, принц Коннотский (1883—1938) англ. Arthur Frederick Patrick Albert Windsor, Prince of Connaught урожд. Артур Фредерик Патрик Альберт Саксе-Кобург-Гота англ. Arthur Frederick Patrick Albert Saxe-Coburg and Gotha                                                                                          | 17 ноября 1920  | 21 января 1924  | генерал-губернатор и главнокомандующий в Южно-Африканском Союзе и над ним англ. Governor-General and Commander-in-Chief in and over the Union of South Africa нидерл. Goeverneur-generaal en Opperbevelhebber in en over de Unie van Zuid-Afrika африк. Goewerneur-generaal en Opperbevelhebber in en oor die Unie van Suid-Afrika | [ 39 ] [ 40 ] |
| 4      |         | Александр Огастес Фредерик Уильям Альфред Джордж Кембридж, 1-й граф Атлон (1874—1957) англ. Alexander Augustus Frederick William Alfred George Cambridge, 1st Earl of Athlone урожд. Александр Огастес Фредерик Уильям Альфред Джордж, принц Александр Текский англ. Alexander Augustus Frederick William Alfred George, Prince Alexander von Teck | 21 января 1924  | 26 января 1931  | генерал-губернатор и главнокомандующий в Южно-Африканском Союзе и над ним англ. Governor-General and Commander-in-Chief in and over the Union of South Africa нидерл. Goeverneur-generaal en Opperbevelhebber in en over de Unie van Zuid-Afrika африк. Goewerneur-generaal en Opperbevelhebber in en oor die Unie van Suid-Afrika | [ 42 ] [ 43 ] |
| 5      |         | Джордж Герберт Хайд Вильерс, 6-й граф Кларендон (1877—1955) англ. George Herbert Hyde Villiers, 6th Earl of Clarendon | 26 января 1931  | 5 апреля 1937   | генерал-губернатор и главнокомандующий в Южно-Африканском Союзе и над ним англ. Governor-General and Commander-in-Chief in and over the Union of South Africa нидерл. Goeverneur-generaal en Opperbevelhebber in en over de Unie van Zuid-Afrika африк. Goewerneur-generaal en Opperbevelhebber in en oor die Unie van Suid-Afrika | [ 44 ] [ 45 ] |
| 6      |         | Сэр Патрик Дункан (1870—1943) англ. Patrick Duncan | 5 апреля 1937   | 17 июля 1943    | генерал-губернатор Южно-Африканского Союза англ. Governor-General of the Union of South Africa африк. Goewerneur-Generaal van die Unie van Suid-Afrika | [ 46 ] [ 47 ] |
| и. о.  |         | Николас Якобус де Вет (1873—1960) англ. Nicolaas Jacobus de Wet | 19 июля 1943    | 1 января 1946   | офицер-администратор правительства Южно-Африканского Союза англ. Officer Administering the Government of the Union of South Africa африк. Amptenaar Belas met die Uitoefening van die Uitvoerende Gesag van die Unie van Suid-Afrika                                                                                               | [ 48 ] [ 49 ] |
| 7      |         | Гидеон Бранд ван Зил (1873—1956) англ. Gideon Brand van Zyl | 1 января 1946   | 1 января 1951   | генерал-губернатор Южно-Африканского Союза англ. Governor-General of the Union of South Africa африк. Goewerneur-Generaal van die Unie van Suid-Afrika | [ 50 ] [ 51 ] |
| 8      |         | Эрнест Джордж Янсен (1881—1959) англ. Ernest George Jansen | 1 января 1951   | 25 ноября 1959  | генерал-губернатор Южно-Африканского Союза англ. Governor-General of the Union of South Africa африк. Goewerneur-Generaal van die Unie van Suid-Afrika | [ 52 ] [ 53 ] |
| и. о.  |         | Лукас Корнелиус Стейн (1903—1976) англ. Lucas Cornelius Steyn | 25 ноября 1959  | 12 января 1960  | офицер-администратор правительства Южно-Африканского Союза англ. Officer Administering the Government of the Union of South Africa африк. Amptenaar Belas met die Uitoefening van die Uitvoerende Gesag van die Unie van Suid-Afrika                                                                                               | [ 54 ] [ 55 ] |
| 9      |         | Чарльз Роббертс Сварт (1894—1982) англ. Charles Robberts Swart | 12 января 1960  | 30 апреля 1961  | генерал-губернатор Южно-Африканского Союза англ. Governor-General of the Union of South Africa африк. Goewerneur-Generaal van die Unie van Suid-Afrika | [ 56 ] [ 57 ] |
| и. о.  |         | Лукас Корнелиус Стейн (1903—1976) англ. Lucas Cornelius Steyn | 30 апреля 1961  | 31 мая 1961     | офицер-администратор правительства Южно-Африканского Союза англ. Officer Administering the Government of the Union of South Africa африк. Amptenaar Belas met die Uitoefening van die Uitvoerende Gesag van die Unie van Suid-Afrika                                                                                               | [ 54 ] [ 55 ] |

## Государственные президенты Южно-Африканской Республики (1961—1994)
На состоявшемся 5 октября 1960 года по инициативе премьер-министра Хендрика Фервурда референдуме, проведённого среди белого населения страны, было поддержано преобразование Союза в республику, произошедшее 31 мая 1961 года. Закон о конституции, принятый 25 апреля и вступивший в силу 31 мая 1961 года, преобразовал страну в Южно-Африканскую Республику, заместив в государственной системе институт монарха институтом церемониального государственного президента (англ. State President of the Republic of South Africa, африк. Staatspresident van die Republiek van Suid-Afrika), избираемого на семилетний срок двухпалатным парламентом. В целом государственная система не претерпела существенных изменений, однако снимались всякие ограничения политики апартеида, вытекающие из утраченной принадлежности к Содружеству наций.
Закон о конституции, принятый 23 сентября и одобренный на состоявшемся 2 ноября 1983 года референдуме, вступил в силу 3 сентября 1984 года, передав государственному президенту полноту исполнительных полномочий с ликвидацией поста премьер-министра. Был установлен пятилетний срок его полномочий и порядок его избрания коллегией выборщиков из 88 членов (50 белых, 25 цветных и 13 индийцев) из числа членов трёхпалатного парламента.
Временная конституция, разработанная в ходе Многостороннего переговорного процесса в апреле 1993 года, принятая парламентом для регулирования переходного периода, вступила в силу 27 апреля 1994 года, установив вместо поста государственного президента пост президента страны.
Курсивом и серым цветом показан период исполнения обязанностей за действующего государственного президента.
|        | Портрет          | Имя (годы жизни)                                                          | Полномочия                            | Полномочия                            | Партия              | Выборы       | Пр.           |
| Начало | Портрет          | Имя (годы жизни)                                                          | Окончание                             |                                       | Партия              | Выборы       | Пр.           |
| ------ | ---------------- | ------------------------------------------------------------------------- | ------------------------------------- | ------------------------------------- | ------------------- | ------------ | ------------- |
| 1      |                  | Чарльз Роббертс Сварт (1894—1982) африк. Charles Robberts Swart           | 31 мая 1961                           | 31 мая 1967                           | Национальная партия | 1961         | [ 56 ] [ 57 ] |
| —      |                  | Теофилус Эбенгазер Дёнгес (1898—1968) африк. Theophilus Ebenhaezer Dönges | был избран, но не вступил в должность | был избран, но не вступил в должность | Национальная партия | 1967         | [ 64 ] [ 65 ] |
| и. о.  |                  | Джошуа Франсуа Науде (1894—1982) африк. Jozua François Naudé              | 1 июня 1967                           | 10 апреля 1968                        | Национальная партия | [ комм. 32 ] | [ 66 ] [ 67 ] |
| 2      |                  | Якобус Йоханнес Фуше (1898—1980) африк. Jacobus Johannes Fouché           | 10 апреля 1968                        | 9 апреля 1975                         | Национальная партия | 1968         | [ 68 ] [ 67 ] |
| и. о.  |                  | Йоханнес де Клерк (1903—1979) африк. Johannes de Klerk                    | 9 апреля 1975                         | 19 апреля 1975                        | Национальная партия | [ комм. 32 ] | [ 69 ] [ 70 ] |
| 3      |                  | Николас Йоханнес Дидерихс (1903—1978) африк. Nicolaas Johannes Diederichs | 19 апреля 1975                        | 21 августа 1978                       | Национальная партия | 1975         | [ 71 ] [ 67 ] |
| и. о.  |                  | Маре Фильюн (1915—2007) африк. Marais Viljoen                             | 21 августа 1978                       | 10 октября 1978                       | Национальная партия | [ комм. 32 ] | [ 72 ] [ 73 ] |
| 4      |                  | Балтазар Йоханнес Форстер (1915—1983) африк. Balthazar Johannes Vorster   | 10 октября 1978                       | 4 июня 1979                           | Национальная партия | 1978         | [ 74 ] [ 75 ] |
| и. о.  |                  | Маре Фильюн (1915—2007) африк. Marais Viljoen                             | 4 июня 1979                           | 19 июня 1979                          | Национальная партия | [ комм. 32 ] | [ 72 ] [ 73 ] |
| 5      | 19 июня 1979     | Маре Фильюн (1915—2007) африк. Marais Viljoen                             | 3 сентября 1984                       | 1979                                  | Национальная партия |              | [ 72 ] [ 73 ] |
| и. о.  |                  | Питер Виллем Бота (1916—2006) африк. Pieter Willem Botha                  | 3 сентября 1984                       | 14 сентября 1984                      | Национальная партия | [ комм. 36 ] | [ 76 ] [ 77 ] |
| 6      | 14 сентября 1984 | Питер Виллем Бота (1916—2006) африк. Pieter Willem Botha                  | 15 августа 1989                       | 1984                                  | Национальная партия |              | [ 76 ] [ 77 ] |
| и. о.  |                  | Ян Христиан Хёйнис (1927—2006) африк. Jan Christiaan Heunis               | 19 января 1989                        | 15 марта 1989                         | Национальная партия | [ комм. 38 ] | [ 78 ] [ 79 ] |
| и. о.  |                  | Фредерик Виллем де Клерк (1936—2021) африк. Frederik Willem de Klerk      | 15 августа 1989                       | 20 сентября 1989                      | Национальная партия | [ комм. 39 ] | [ 80 ] [ 81 ] |
| 7      | 20 сентября 1989 | Фредерик Виллем де Клерк (1936—2021) африк. Frederik Willem de Klerk      | 10 мая 1994                           | 1989                                  | Национальная партия |              | [ 80 ] [ 81 ] |

## Президенты Южно-Африканской Республики (с 1994)
Временная конституция, разработанная в ходе Многостороннего переговорного процесса в апреле 1993 года, принятая трёхпалатным парламентом для регулирования переходного периода, ограниченного пятью годами, вступила в силу 27 апреля 1994 года (это день стал отмечаться в ЮАР как День свободы). 26—29 апреля были проведены первые несегрегированные выборы, сформировавшие по партийным спискам двухпалатный парламент, в котором абсолютное большинство завоевал Африканский национальный конгресс, что позволило 10 мая 1994 года избрать на учреждённый пост Президента Южно-Африканской Республики (англ. President of the Republic of South Africa, африк. President van die Republiek van Suid-Afrika) Нельсона Манделу.

Штандарт президента

Как временная конституция, так и принятая в 1996 году на её основе и вступившая в силу 4 февраля 1997 года действующая конституция, отнесли к полномочиям президента непосредственное руководство кабинетом министров. Избрание президента осуществляет Национальная ассамблея (нижняя палата парламента) на пятилетний срок (с правом однократного переизбрания).
|            | Портрет         | Имя (годы жизни) | Полномочия       | Полномочия       | Партия                            | Выборы         | Кабинет      | Пр.           |
| Начало     | Портрет         | Имя (годы жизни) | Окончание        |                  | Партия                            | Выборы         | Кабинет      | Пр.           |
| ---------- | --------------- | --- | ---------------- | ---------------- | --------------------------------- | -------------- | ------------ | ------------- |
| 8          |                 | Нельсон Холилала Мандела (1918—2013) коса Nelson Rolihlahla Mandela урожд. Холилала Даливонга Мандела коса Rolihlahla Daliwonga Mandela | 10 мая 1994      | 16 июня 1999     | Африканский национальный конгресс | 1994           | Мандела      | [ 86 ] [ 87 ] |
| 9 (I—II)   |                 | Табо Мвуелва Мбеки (1942—) коса Thabo Mvuyelwa Mbeki                                                                                    | 16 июня 1999     | 21 мая 2004      | Африканский национальный конгресс | 1999           | Мбеки (I)    | [ 88 ] [ 89 ] |
| 9 (I—II)   | 21 мая 2004     | Табо Мвуелва Мбеки (1942—) коса Thabo Mvuyelwa Mbeki                                                                                    | 25 сентября 2008 | 2004             | Африканский национальный конгресс | Мбеки (II)     |              | [ 88 ] [ 89 ] |
| и. о.      |                 | Айви Флоренс Матсепе-Касабурри (1937—2009) англ. Ivy Florence Matsepe-Casaburri урожд. Иви Флоренс Матсепе англ. Ivy Florence Matsepe   | 25 сентября 2008 | 25 сентября 2008 | Африканский национальный конгресс | Мбеки (II)     | [ комм. 44 ] | [ 90 ] [ 91 ] |
| 10         |                 | Кгалема Петрус Мотланте (1949—) тсвана Kgalema Petrus Motlanthe                                                                         | 25 сентября 2008 | 9 мая 2009       | Африканский национальный конгресс | 2008           | Мотланте     | [ 92 ] [ 93 ] |
| 11 (I—II)  |                 | Джейкоб Гедлейихлекиса Зума (1942—) зулу Jacob Gedleyihlekisa Zuma                                                                      | 9 мая 2009       | 21 мая 2014      | Африканский национальный конгресс | 2009           | Зума (I)     | [ 94 ] [ 95 ] |
| 11 (I—II)  | 21 мая 2014     | Джейкоб Гедлейихлекиса Зума (1942—) зулу Jacob Gedleyihlekisa Zuma                                                                      | 14 февраля 2018  | 2014             | Африканский национальный конгресс | Зума (II)      |              | [ 94 ] [ 95 ] |
| и. о.      |                 | Матамела Сирил Рамафоса (1952—) венда Matamela Cyril Ramaphosa                                                                          | 14 февраля 2018  | 15 февраля 2018  | Африканский национальный конгресс | Зума (II)      | [ комм. 45 ] | [ 96 ] [ 97 ] |
| 12 (I—III) | 15 февраля 2018 | Матамела Сирил Рамафоса (1952—) венда Matamela Cyril Ramaphosa                                                                          | 22 мая 2019      | 2018             | Африканский национальный конгресс | Рамафоса (I)   |              | [ 96 ] [ 97 ] |
| 12 (I—III) | 22 мая 2019     | Матамела Сирил Рамафоса (1952—) венда Matamela Cyril Ramaphosa                                                                          | 14 июня 2024     | 2019             | Африканский национальный конгресс | Рамафоса (II)  |              | [ 96 ] [ 97 ] |
| 12 (I—III) | 14 июня 2024    | Матамела Сирил Рамафоса (1952—) венда Matamela Cyril Ramaphosa                                                                          | действующий      | 2024             | Африканский национальный конгресс | Рамафоса (III) |              | [ 96 ] [ 97 ] |